# Katadioptrisk optik
Et katadioptrisk optisk system er et, der indeholder både linser og spejle. Katadioptriske systemer er almindeligt anvendt i teleskoper og i letvægtslinser med lang brændvidde til kameraer. 

## Katadioptrisk teleskoper
'Katadioptrisk teleskoper' er et design, der kombinerer specielt udformede spejle og linser, så der opnås stor lysfølsomhed, et stort åbningsforhold, mens der er kontrol med koma og astigmatisme. 
Beslutningstagere der planlægger og bygger teleskoper vælger ofte katadioptrisk design for en eller alle af følgende grunde: 
- Flere systemer anvender sfæriske overflader, der er lettere at fremstille.
- I en Cassegrain konfiguration med en lang brændvidde, kan instrumentet "foldes" sammen til et meget mindre instrument.
- Katadioptriske design har lav vedligeholdelse og er robust, da nogle af eller alle deres elementer er fastspændt i optisk tilpasning (Kollimation).
- Kombination af en bevægende primære spejl med en Cassegrain konfiguration giver mulighed for store bevægelser i Fokuseringspunkt for at tilgodese kameraer og CCD.
- Den korrektor plade forsegle røret montage mod støv og snavs. De blokerer også for luftstrømme i selve af røret, hvilket øger billedestabiliteten.

En ulempe at denne konstruktion er, at det sekundære spejl blokerer en del for lysindfald. 

### Schmidt
Dette design er set i instrumenter såsom Schmidt kamera og Schmidt-Cassegrain. Den første optiske element er en Schmidt-korrektorplade. Pladen formes ved at placere et vakuum på den ene side og slibe den anden side med en nøjagtig korrektion for at korrigere for Sfærisk aberration forårsaget af det primære spejl.
Tusindvis af amatørastronomer har købt og anvendt Schmidt-Cassegrain teleskoper med en diameter fra 20 cm (8 tommer) til 40 cm (16 tommer), da denne type teleskop blev markedsført af Celestron i 1960'erne. Nu mange virksomheder masseproduceret denne type teleskop, til priser, som gør dem helt overkommelig for mange amatører. 

### Maksutov
Maksutov teleskop designet blev opfundet af  Dmitri Dmitrievich Maksutov. Den bruger en korrektorlinse, der er er sfærisk på begge sider og et en sfæriske primære spejl, og i Cassegrain konfiguration bruger et kugleformet sekundære, der ofte er et spejl på en del af korrektorlinsen. 
Maksutov-Cassegrains tilbøjelighed til at have en smallere synsfelt end Schmidt-Cassegrains på grund af dets længere brændvidde og er også tungere. Men deres små sekundære spejl giver dem bedre opløsning end et Schmidt-Cassegrain. 
Maksutov-Cassegrain designet blev udbredt i USA, som Questar Corporation, der begyndte produktionen i 1954. 
The Maksutov design was invented by Dmitri Maksutov. It uses an optically transparent "meniscus corrector shell" that is a section of a hollow sphere. It has a spherical primary mirror, and, in the cassegrain configuration, uses a spherical secondary that is often just a mirrored section of the corrector lens. Maksutov-Cassegrains tend to have a narrower field of view than Schmidt-Cassegrains due to their longer focal length and are generally heavier as well. However, their small secondary mirror gives them better resolution than a Schmidt-Cassegrain.
The Maksutov-Cassegrain design was popularized in the United States by the Questar Corporation, which began production in 1954.

## Fotografiske katadioptriske linser
Katadioptriske linser også anvendes til fotografering, hvor de er kendt som "refleks" eller "spejle" linser. De er meget lettere, mindre og billigere end brydningsindeks linser med forholdsvis lang målsektoren længder (> 300 mm), men på bekostning af nogle optiske kompromiser. 
Brydningsindeks design linser med fokale længder over 300 mm kan bruge så mange som tyve optiske elementer i en indkapsling af en længde, der svarer til brændvidden. Katadioptric design gange optisk vej, i høj grad reducere størrelse og vægt af linsen, og gør længere målsektoren længder såsom 500 mm og 1000 mm mere lettilgængeligt. Desuden kromatisk aberration, et stort problem med lange brydningsindeks objektiver, er næsten helt elimineres. 
Katadioptriske linser har imidlertid flere ulemper. Deres optiske arrangement udelukker levering af en indstillelig blænde, dette giver objektivet et fast åbningsforhold (typisk f / 8 for 500 mm eller f/11).. 
Endelig er det mest karakteristiske et ringformet område af billedet, som har en doughnut-formet "iris blur" eller bokeh, som er forårsaget af formen på indgangspupillen. 
Flere selskaber har fremstillet katadioptriske linser gennem senere en halvdel af det 20. århundrede. Både Nikon (under Mirror-Nikkor og senere Reflex-Nikkor navne) og Canon tilbyder flere design, såsom 500 mm 1:8 og 1000 mm 1:11. Mindre virksomheder såsom Tamron har også tilbudt deres egne versioner. Af de store producenter, er det i øjeblikket kun Sony (tidligere Minolta) som tilbyder en 500 mm katadioptrisk linse til deres Alpha kameraer. Sony objektivet er for tiden det eneste refleks linse fremstillet af et større mærke til autofocus funktionen. 

## Reference
1. ↑  Schmidt Corrector Plates